# Faysa Idle
Faysa Idle, född 1998 i Helsingborg, är en svensk poet och författare. I september 2023 utkom hon med sin debutbok Ett ord för blod.

## Biografi
Idle är född i Helsingborg. Hennes föräldrar hade flytt från Somalia och hamnade i Göteborg. Via Göteborg flyttade hon som nioåring till Stockholm, där hon växte upp i Tensta, i en familj med många syskon. 
Under tonåren blir hennes uppväxtmiljö i och kring Tensta och Rinkeby alltmer präglad av det som i medierna ibland benämns som "Järvakonflikten", vilken blossade upp sommaren 2015 i samband med två mord. När en nära barndomsvän mördades skrev Idle den dikt som senare kom att ge titeln åt hennes debutbok.
År 2023 kom Idles debutbok, Ett ord för blod, som skrevs tillsammans med Daniel Fridell och Theodor Lundgren baserade på Faysa Idles berättelse och dikter. Boken är en självbiografi som skildrar hennes egen problematiska uppväxt i en kriminell miljö med bröder och föräldrar, och där hon fick uppleva att en bror och många nära vänner mördades. 
Den 24 februari 2024 hade hon och Ebba Lange premiär på sin gemensamma föreställning Allt som glimmar är inte guld på Södra Teatern i Stockholm.
Den 31 mars 2024 var hon gäst i söndagsintervjun i P1.